# Carvide
Carvide is een plaats (freguesia) in de Portugese gemeente Leiria en telt 2913 inwoners (2001).